# Гехт Семен Григорович
Семен Григорович Гехт (при народженні Шулім Гершевич Гехт; 6 (19) серпня 1900, Одеса, Херсонська губернія, Російська імперія— 10 червня 1963, Москва, СРСР) — російський радянський письменник, поет і журналіст, військовий кореспондент. Належав до «південно-російської» школи.
В одеській пресі 1920-х років публікувався під ім'ям Соломон Гехт, в офіційних документах — Авраам Гершевич Гехт.

## Життєпис
П. (питання). Чому у вас два імені в по батькові? 

В. (відповідь). За старою єврейською традицією, якщо хтось із дітей захворіє, йому додатково давалося нове ім'я. Таким чином, у мене з дитинства — два імені: Авраам і Семен. Герш — у перекладі з єврейської — Григорій. Цим по батькові мене й називали. А літературні твори підписував — Семен Гехт. Але в паспорті і за військовим квитком — Авраам Гершевич.Оригінальний текст (рос.)
По старой еврейской традиции, если кто-либо из детей заболеет, ему дополнительно давалось новое имя. Таким образом, у меня с детства — два имени: Авраам и Семён. Герш — в переводе с еврейского — Григорий. Этим отчеством я и величался. А литературные произведения подписывал — Семён Гехт. Но в паспорте и по военному билету — Авраам Гершевич.

Одеська дослідниця Олена Леонідівна Яворська, спираючись на записи в метричних книгах канцелярії одеського міського рабина, уточнює дату народження Гехта 6 серпня 1900 року (за старим стилем), а ім'я при народженні Шулім Гершевич Гехт.
Рано залишився сиротою — батько, гайсинський міщанин Герш Лейбович Гехт (1850 — 23 березня 1917), помер, коли йому було 17 років, мати — Лея Гехт — ще раніше; виховувався в родині старшого брата. У нього були старші брати Ісак і Наум, сестра Фаня.
Закінчивши 6 класів, продовжив навчання в другому казенному єврейському (свічному) училищі. Дебютував шарадою в жовтневому номері журналу «Дитинство і отроцтво» 1912 року; того ж року його вірші опубліковано ще в двох номерах цього журналу. Протягом 1916—1922 років працював «хлопчиком»-фальцювальником, потім розсильним, підсобним робітником і складачем при друкарні в експедиції газети «Одеські новини» на вул. Європейської, 8.
Почав активно публікуватися 1922 року, спочатку писав вірші. ВІд 1923 року, разом з Ю. Олешею, М. Булгаковим, Ільфом і Паустовським, входив до штату співробітників газети «Гудок» (під час війни — її військовий кореспондент). 1926 року видавництво «Зіф» випустило книгу оповідань Шолом-Алейхема «Шістдесят шість» у перекладі С. Гехта, пізніше продовжив перекладати оповідання Шолом-Алейхема і Мопассана. В 1930-х роках також писав нариси для журналу «Наші досягнення». Один з авторів книги «Біломорсько-Балтійський канал імені Сталіна» (1934).
У травні 1944 заарештований, засуджений на 8 років за «антирадянську агітацію». Відбувши термін, 1952 оселився в Калузі, потім у Підмосков'ї. Реабілітований 1955 року.
Помер 1963 року. Паустовський у некролозі писав:
|  | Письменницьке життя Гехта була нелегким і чистим. Він не знав забезпеченості і цурався безплідних білялітературних пристрастей. Оригінальний текст (рос.) Писательская жизнь Гехта была нелёгкой и чистой. Он не знал обеспеченности и сторонился бесплодных окололитературных страстей |

Похований на Введенському кладовищі (28 діл.).

## Родина
Дружина — Віра Михайлівна Синякова (1899—1973), до 1924 року була дружиною Григорія Петнікова. Її сестра Ксенія була одружена з Миколою Асєєвим.

## Книги
- Круговая порука (Тюремная запись). — Самара: Изд. журнала «Сеятель правды», 1925. — 15 с.
- Шмаков и Пранайтис. Рассказы. — Москва: Библиотека «Огонёк» № 286, 1927. — 52 с.
- Штрафная рота: Повесть. — Харьков: Пролетарий, 1929. — 126 с.
- Человек, который забыл свою жизнь, 1930
- История переселенцев Будлеров, 1930
- Сын сапожника, 1931
- Весёлое отрочество, 1932
- Мои последние встречи, 1933
- Пароход идёт в Яффу и обратно, 1936
- Поучительная история, 1939 (роман рассказывает об еврейском юноше, который становится инженером)
- Будка Соловья, 1957
- Три плова, 1959
- В гостях у молодёжи. Воспоминания, 1960
- Долги сердца, 1963 (сборник рассказов посвящён теме розыска пропавших без вести солдат в послевоенный период)
- Простой рассказ о мертвецах и другие рассказы, Иерусалим, 1983
- Пароход идёт в Яффу и обратно (рассказы и повесть). М.: Текст, 2016. — 398 с.